# V560 Возничего
V560 Возничего (лат. V560 Aurigae), HD 31342 — кратная звезда в созвездии Возничего на расстоянии (вычисленном из значения параллакса) приблизительно 4292 световых лет (около 1316 парсеков) от Солнца.
Пара первого и второго компонентов (CCDM J04567+3917A) — двойная затменная переменная звезда типа Алголя (EA). Видимая звёздная величина звезды — от +9,2m до +9,07m. Орбитальный период — около 1,5283 суток .

## Характеристики
Первый компонент (CCDM J04567+3917Aa) — белая звезда спектрального класса A0. Масса — около 14,682 солнечных, радиус — около 45,793 солнечных, светимость — около 295,47 солнечных. Эффективная температура — около 7803 К.
Третий компонент. Масса — около 5967,65 юпитерианских (5,6967 солнечной). Удалён на 3,662 а.е..
Четвёртый компонент (CCDM J04567+3917B). Видимая звёздная величина звезды — +9,6m. Удалён на 0,7 угловой секунды.